# نيك كروفورد
نيك كروفورد (بالإنجليزية: Nick Crawford)‏ هو لاعب هوكي الجليد كندي، ولد في 23 فبراير 1990 في كاليدون في كندا.

## وصلات خارجية
- نيك كروفورد على موقع دوري الهوكي الوطني (الإنجليزية)
- نيك كروفورد على موقع EliteProspects.com (الإنجليزية)
- نيك كروفورد على موقع HockeyDB.com (الإنجليزية)